# ژنجنه
ژنجنه (به لهستانی:  Rzędziny) یک روستا در لهستان است که در گمینا دوبرا (شهرستان پلیس) واقع شده‌است.